# Horní Benešov
Horní Benešov (németül:  Bennisch) község Csehországban, Bruntáli járásban. Horní Benešov Lichnov, Sosnová, Razová, Leskovec nad Moravicí, Horní Životice és Staré Heřminovy településekkel határos. Lakosainak száma 2214 fő (2024. január 1.).

## Népesség
A település lakosságának változását az alábbi diagram mutatja:
| Lakosok száma | 4256 | 4442 | 3376 | 1727 | 2631 | 2483 | 2253 | 2253 | 2246 | 2214 |
|               | 1869 | 1890 | 1921 | 1950 | 1980 | 2001 | 2017 | 2019 | 2022 | 2024 |